# Індепендент-Гілл (Вірджинія)
Індепендент-Гілл (англ. Independent Hill) — переписна місцевість (CDP) в США, в окрузі Принс-Вільям штату Вірджинія. Населення — 10 165 осіб (2020).

## Географія
Індепендент-Гілл розташований за координатами 38°38′53″ пн. ш. 77°25′6″ зх. д. / 38.64806° пн. ш. 77.41833° зх. д. (38.648193, -77.418424).  За даними Бюро перепису населення США в 2010 році переписна місцевість мала площу 23,26 км², з яких 23,16 км² — суходіл та 0,11 км² — водойми.

## Демографія
Згідно з переписом 2010 року, у переписній місцевості мешкало 7419 осіб у 2237 домогосподарствах у складі 2023 родин. Густота населення становила 319 осіб/км².  Було 2286 помешкань (98/км²).
Расовий склад населення:
| - 75,4 % — білих - 14,2 % — чорних або афроамериканців - 4,0 % — азіатів - 0,4 % — корінних американців - 0,1 % — вихідців з тихоокеанських островів - 2,5 % — осіб інших рас |

До двох чи більше рас належало 3,4 %. Частка іспаномовних становила 9,6 % від усіх жителів.
За віковим діапазоном населення розподілялося таким чином: 30,8 % — особи молодші 18 років, 63,0 % — особи у віці 18—64 років, 6,2 % — особи у віці 65 років та старші. Медіана віку мешканця становила 38,9 року. На 100 осіб жіночої статі у переписній місцевості припадало 99,0 чоловіків;  на 100 жінок у віці від 18 років та старших — 97,7 чоловіків також старших 18 років.
Середній дохід на одне домашнє господарство  становив 152 557 доларів США (медіана — 138 565), а середній дохід на одну сім'ю — 156 299 доларів (медіана — 145 625). Медіана доходів становила 89 679 доларів для чоловіків та 70 792 долари для жінок. За межею бідності перебувало 4,4 % осіб, у тому числі 10,3 % дітей у віці до 18 років та 0,0 % осіб у віці 65 років та старших.
Цивільне працевлаштоване населення становило 4360 осіб. Основні галузі зайнятості: освіта, охорона здоров'я та соціальна допомога — 20,5 %, науковці, спеціалісти, менеджери — 20,1 %, публічна адміністрація — 19,0 %.